# .si
.si je nacionalna vrhnja domena (ang. Country Code Top Level Domain - ccTLD) za Slovenijo. Aktivna je od leta 1992. Od takrat z njo upravlja Register.si, ki je del javnega zavoda Arnes. Do 1. julija 2019 je bilo registriranih približno 132.700 domen.

## Zgodovina domene .si
1992: .si vpisana v korenski strežnik
1992: Vse domene slovenskih subjektov, ki so bile registrirane pod vrhnjo domeno .yu, se prenesejo pod .si. Torej ni prve domene pod .si, prvih je kar deset: ki.si, arnes.si, aster.si, ijs.si, zrc-sazu.si, izum.si, pasadena.si, hermes.si, uni-lj.si, uni-mb.si 
1996: Register.si pripravi prva pisna pravila za registracijo domen pod .si. Vse do 31.3.2005 veljajo stroga pravila: nosilec domene je lahko le slovenski poslovni subjekt, ki lahko registrira le eno domeno za nedoločen čas, domena je brezplačna.   
2001: Registriranih prvih 10.000 domen .si. 
2005: Register vzpostavi avtomatiziran sistem za registracijo domen, nosilci lahko domene registrirajo in podaljšujejo izključno preko registrarjev Arhivirano 2020-08-05 na Wayback Machine.. Nosilci lahko registrirajo poljubnih 20 domen, zato je uveden tudi Postopek za alternativno reševanje domenskih sporov (ARDS) Arhivirano 2019-07-22 na Wayback Machine.. Domena ni več brezplačna.
2010: IDN in 2-znakovne domene pod .si.
2011: .si je podpisana z DNSSEC.
2012: Registriranih prvih 100.000 domen .si. 
2016: Registriran uradni logotip domene .si Arhivirano 2019-07-22 na Wayback Machine.
2019: Do julija 2019 je bilo registriranih približno 132.700 domen .si Arhivirano 2019-09-29 na Wayback Machine.

## Zanimivosti o domeni .si
- Do pridobitve slovenske vrhnje domene se je uporabljal jugoslovanski naslovni prostor .yu. 
- »Sosedi« .si na internetu sta .sh (Sveta Helena, otok v Atlantskem oceanu in pripada Združenem Kraljestvu) in .sj (Spitsbergi, angl. Svalbard, otočje v Arktičnem oceanu, norveška pokrajina). 
- Ime domene je lahko sestavljeno iz največ 63 ASCII znakov. Trenutno ime najdaljše domene .si vsebuje 63 znakov (šteto brez končnice .si). Obiščete jo lahko tukaj: brezveznadomenasamozatodadrzimorekordzanajdaljsodomenoskoncnico.si (ime s presledki: brezvezna domena samo zato da drzimo rekord za najdaljso domeno s koncnico (.si)).